# チャールズ・オルストン・コリンズ

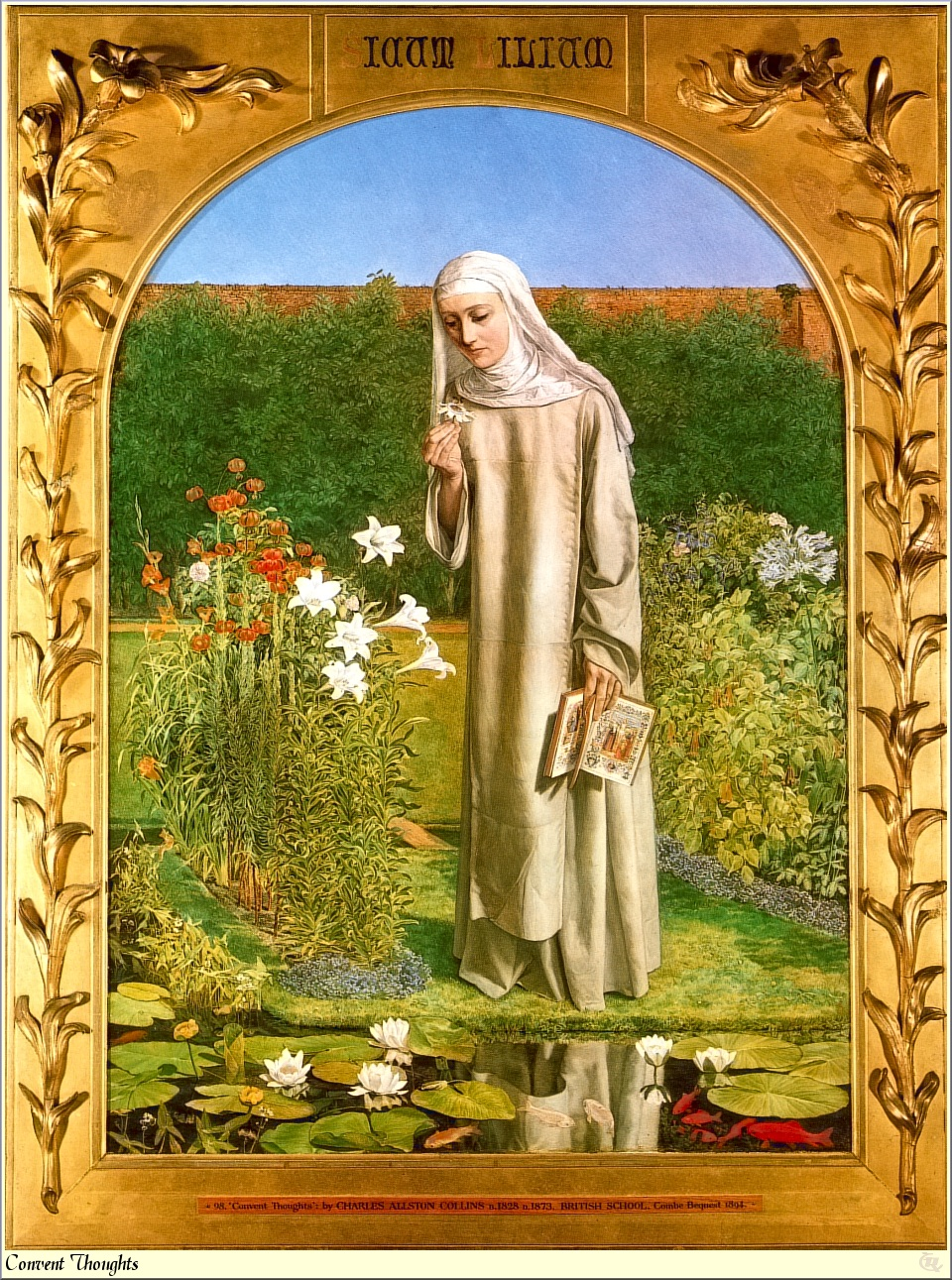
コリンズ作「Convent Thoughts」

チャールズ・オルストン・コリンズ（Charles Allston Collins 、1828年1月25日 – 1873年4月9日）はイギリスの画家、イラストレーター、作家である。1950年代まで「ラファエル前派」の画家たちの中で活動し、その後は文学活動に転じた。

## 略歴
ロンドン北部カムデン・ロンドン特別区のハムステッドで生まれた。父親のウィリアム・コリンズは風俗画家、風景画家で、兄のウィルキー・コリンズ(1824-1889)は人気のある小説家になった。
19歳でロイヤル・アカデミー・オブ・アーツの美術学校に入学し、ジョン・エヴァレット・ミレーやウィリアム・ホルマン・ハントと友人になった。コリンズは美術学校の教師のウィリアム・エッティのスタイルのアカデミックの画家としてスタートした。
1850年の夏、オックスフォードシャーでジョン・エヴァレット・ミレーと過ごし、1848年にミレーらが結成した「ラファエル前派」を知り、ミレーからは「Pre-Raphaelite Brotherhood」に参加することを勧められるが、メンバーの彫刻家、トーマス・ウールナーの反対で実現しなかった。ラファエル前派のメンバー、ダンテ・ゲイブリエル・ロセッティの姉で後に著述家になるマリア・フランチェスカ・ロセッティに求婚するが、受け入れられることはなかった。
1851年のロイヤル・アカデミー・オブ・アーツに出展したコリンズの作品「Convent Thoughts」は「ラファエル前派」を認めない批評家によって酷評された。その後も宗教的な雰囲気のある作品などを描いたが、1950年代後半に美術の道を断念し、小説家として成功した兄の影響もあって文学に転じた。
兄に国民的作家になっていたチャールズ・ディケンズに紹介され、1859年にディケンズの編集していた雑誌「All the Year Round」にパリ訪問記、"The New Sentimental Journey"が掲載され、その後も文学作品を出版した。
1860年にディケンズの娘で画家のケート(Kate Macready Dickens、コリンズの没後、別の画家、Charles Edward Peruginiと結婚してKate Peruginiとして画家として活動した。）と結婚した。1860年に夫妻でパリに移ったが、パリで妻は有名な画家、ヴァレンタイン・キャメロン・プリンセプと恋愛関係にあったとされる。1873年に癌で死去した。

## 著作
- A New Sentimental Journey. (1859)
- The Eye-witness, And His Evidence about Many Wonderful Things. (1860)
- A Cruise Upon Wheels: The Chronicle of Some Autumn Wanderings Among the Deserted Post-roads of France. (1863)
- The Bar Sinister: A Tale. (1864)
- Strathcairn. (1864)
- At the Bar: A Tale, Vol. I. (1866)
- At the Bar: A Tale, Vol. II. (1866)
- ディケンズの遺作の加筆: “The Trial For Murder”.

## 絵画作品

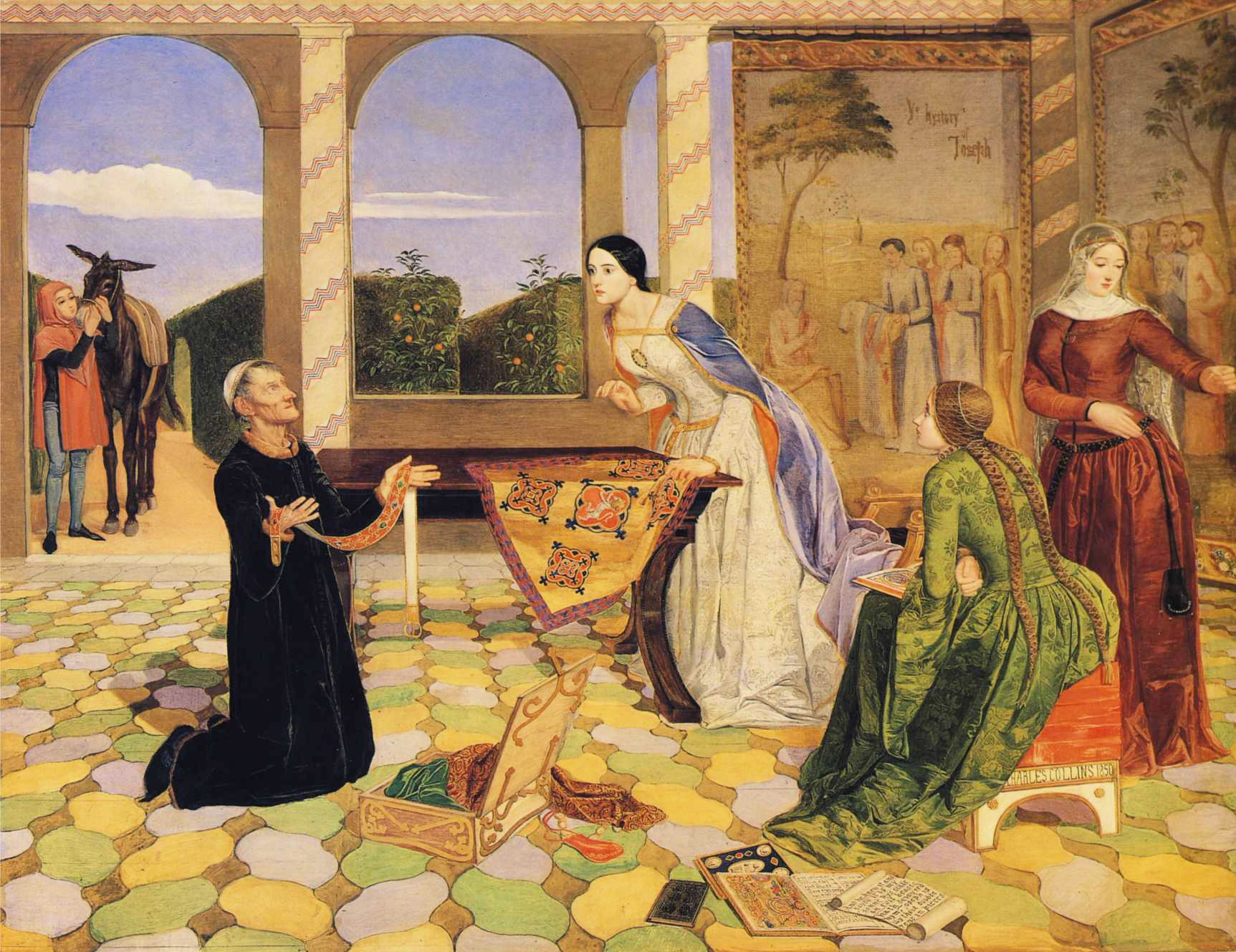
Berengaria's Alarm for the Safety of her Husband (1850)
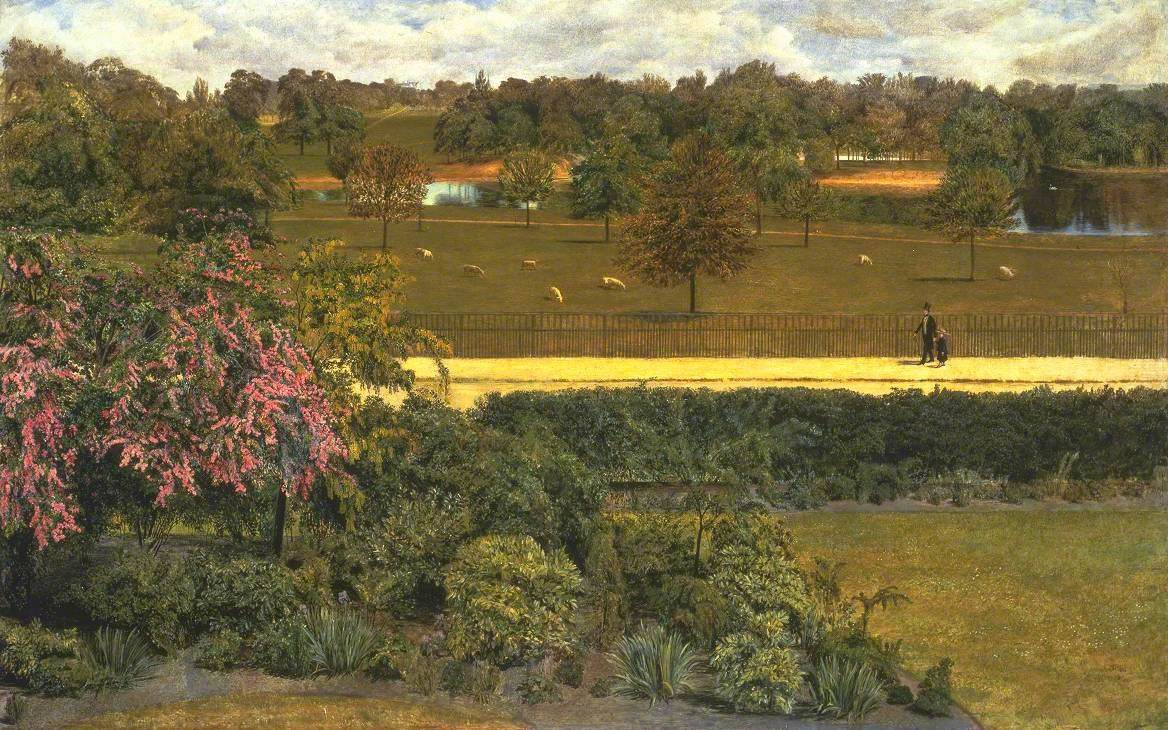
May, in the Regent's Park (1851)